# Rholand Jensen
Rholand Jensen, född 1943 i Örebro, var lagledare för Vikingarna Speedway från 1990 till 2008. 2020 kom han tillbaka som lagledare för örebrolaget och varit ledare sedan dess. Han var drivande kraft bakom den internationella isracinggalorna på Vinterstadion Örebro 1997–2008.
Han har tagit tre SM-guld och två silver som lagledare för Hammarby Isracing. Jensen är ledamot i serieföreningen Svensk Speedway & Isracing.